# Жарик (Хобдинський район)
Жари́к (каз. Жарық) — село у складі Хобдинського району Актюбінської області Казахстану. Адміністративний центр Жарицького сільського округу.
Населення — 351 особа (2021; 415 у 2009, 661 у 1999, 1117 у 1989).